# No Man's Land (film 1918)
No Man's Land è un film muto del 1918 diretto da William S. Davis. La sceneggiatura di Bert Lytell e di Albert S. Le Vino si basa sull'omonimo romanzo di Louis Joseph Vance pubblicato a New York nel 1910. Prodotto e distribuito dalla Metro Pictures Corporation, aveva come interpreti Bert Lytell, Anna Q. Nilsson, Charles Arling.

## Trama
La bella Katherine Gresham, tra i suoi due pretendenti, preferisce Garrett Cope. Ma l'altro, Henry Miller (che in realtà è una spia tedesca il cui vero nome è Heinrich Müller), si sbarazza di Cope facendolo arrestare per l'omicidio di Pembroke Van Tuyl. Poi, approfittando del fatto che il rivale è finito in prigione, sposa Katherine. Cope verrà liberato solo dopo che Sidney Dundas, a conoscenza che il colpevole è Miller, rivelerà la verità. La spia tedesca, nel frattempo, si è rifugiata insieme alla moglie su un'isola remota chiamata No Man's Land (Terra di nessuno), che usa come base per muovere attacchi contro le navi alleate. Cope, sbarcato sull'isola, elude la sorveglianza sia degli agenti tedeschi che dei servitore cinesi riuscendo a contattare una nave statunitense che giunge in soccorso. Ucciso Miller, salva finalmente Katherine che, al suo arrivo, gli dimostra la sua calorosa gratitudine.

## Produzione
Il film fu prodotto dalla Metro Pictures Corporation. Le scene in esterni furono girate all'Isola di Catalina e a Balboa Palisades, in California.

## Distribuzione
Il copyright del film, richiesto dalla Metro Pictures Corp., fu registrato il 6 luglio 1918 con il numero LP12632.

Distribuito dalla Metro Pictures Corporation, il film uscì nelle sale statunitensi l'8 luglio 1918.
Non si conoscono copie ancora esistenti della pellicola che viene considerata presumibilmente perduta.